# Crotalus pricei pricei
Crotalus pricei pricei – podgatunek jadowitego węża grzechotnika parzystoplamego (Crotalus pricei) z podrodziny grzechotnikowatych w rodzinie żmijowatych.
Osobniki dorosłe osiągają zwykle długość między 30 a 60 cm. Ubarwienie osobników tego podgatunku waha się w dość szerokim zakresie. Są koloru szarego do szaro-brązowego z parzysto ułożonymi ciemniejszymi kropkami.
Występuje na terenie Arizony w Stanach Zjednoczonych i w Meksyku. Spotykany na terenach górzystych od około 1800 do 3000 metrów nad poziomem morza. Ich jad nie jest dla człowieka śmiertelny. Żywią się drobnymi kręgowcami.